# هارولد کانر
هارولد کانر (انگلیسی: Harold Connor; ۲۳ دسامبر ۱۹۲۹ – نوامبر ۲۰۱۶ (۸۶ ساله)) بازیکن فوتبال اهل بریتانیا بود.
از باشگاه‌هایی که در آن بازی کرده‌است می‌توان به باشگاه فوتبال استوک سیتی و باشگاه فوتبال مارین اشاره کرد.